# Alken, Belgien
Alken är en kommun i Belgien.   Den ligger i provinsen Limburg och regionen Flandern, i den östra delen av landet, 70 kilometer öster om huvudstaden Bryssel. Antalet invånare är 11 257. Alken gränsar till Kortessem.
Omgivningarna runt Alken är en mosaik av jordbruksmark och naturlig växtlighet. Runt Alken är det tätbefolkat, med 266 invånare per kvadratkilometer.